# كفر الدير (القليوبية)
كفر الدير إحدى قرى مركز شبين القناطر التابع لمحافظة القليوبية بجمهورية مصر العربية.

## السكان
بلغ عدد سكان كفر الدير 9,096 نسمة، حسب الإحصاء الرسمي لعام 2006.